# Caloncoba flagelliflora
Caloncoba flagelliflora är en tvåhjärtbladig växtart som först beskrevs av Gottfried Wilhelm Johannes Mildbraed, och fick sitt nu gällande namn av Ernest Friedrich Gilg och François Pellegrin. Caloncoba flagelliflora ingår i släktet Caloncoba och familjen Achariaceae. Inga underarter finns listade i Catalogue of Life.